# 陳端堂
陳端堂（1920年7月23日—2005年9月28日），臺灣医生、政治人物，中國國民黨籍。畢業於日本大阪帝國大學醫學部，曾擔任省立台中醫院外科主任、穎川外科醫院院長，1973年至1977年擔任臺中市市長。

## 早年生平
陳端堂出生於大正九年（1920年）。出身望族，父親陳彩龍曾是南投縣選出的台灣省議員。母親陳邱阿慎也當選過二屆台中市議員。陳端堂為陳彩龍四子。中學時就讀臺中州立臺中第一中學校（今臺中一中），畢業後赴日本留學。
赴日後，陳端堂先是進入弘前高等學校就讀，之後進入大阪帝國大學醫學部專攻醫學。昭和十六年（1941年），醫學部畢業後陳端堂留校擔任助教，吸收臨床經驗。

## 戰後
民國三十五年（1946年），陳端堂返臺。先是出任省立臺中醫院外科主任，之後歷任臺灣省醫師公會理事、監事及常務理事等職。
1959年，陳端堂辭去臺中醫院的職務，接任父親創辦的穎川小兒科醫院（臺中市三民路三段），出任院長。

## 臺中市市長
1972年，在中國國民黨臺中市黨部主委王陶的全力支持下，:13提名前六個月才加入國民黨的陳端堂獲得提名角逐第七屆臺中市市長選舉，:66雖然陳端堂被視為蔣經國主導下採用「派系替代政策」所提名的12名年青黨工幹部縣市長選人之一，:184然而比起三、四十幾歲的高育仁、柯文福、陳正雄等人，當時陳端堂已五十二歲。陳端堂在選戰中，以建設「安寧、繁榮、清潔」的大臺中為口號，最後以六萬多票擊敗黨外的何春木當選市長。

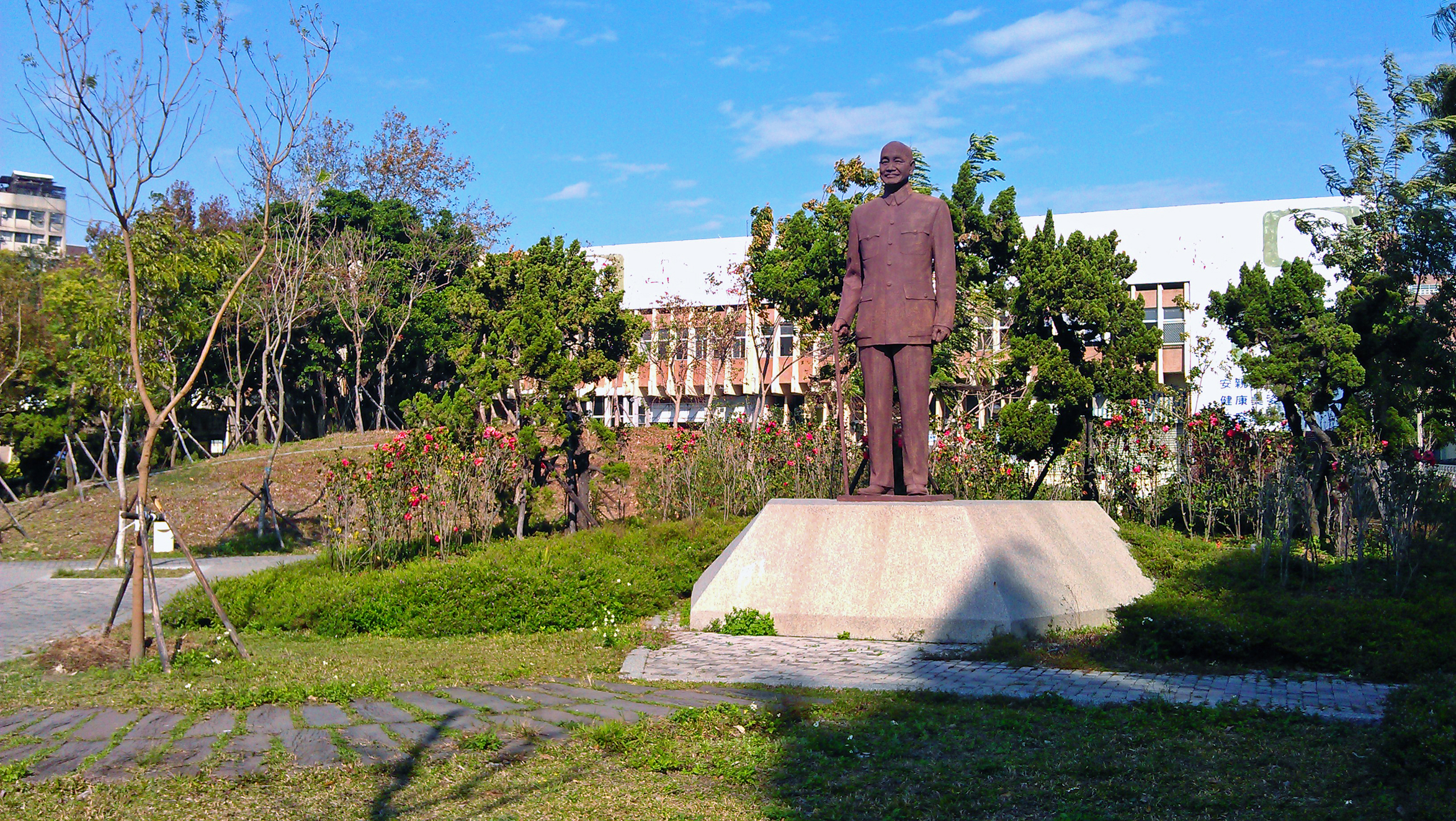
改建後的中正公園，中為象徵蔣中正銅像；後方建築為中正游泳池

1973年陳端堂就任臺中市市長，任內拓寬台中港路（今改稱台灣大道）及中清路，完成大坑地區產業道路。並大力拆除號稱「臺中市之癌」的柳川（民權路段上游部分）、綠川的違建，綠化兩岸。推動二十項建設，重建臺中孔廟、改建中正公園、開闢大坑山產業道路，拆除穎川醫院南側違建並美化、拓寬建成路、復興路、東山路、進化東路。:67-68此外辦理臺中市第二、三、四期擴大都市計畫，興建國民住宅七百餘戶。並開放臺中市公車民營、籌辦民國六十五年臺灣區運動會、創辦黎明國小，積極推行改進國民教育計畫。
在市府人事上，陳端堂把由省府建設廳調回來作秘書的外甥詹啟源，派為工務局長。雖然引起外界指責，陳端堂仍置若罔聞。事實上，畢業於中原理工學院的詹啟源，在全力策劃下，逐年推動臺中市建設。有二十項建設在陳端堂任期內先後施工，到民國六十五年（1976年）底時，陳端堂的聲望達到巔峰。外界預測如果第八屆市長不延期，仍在1976年舉行，陳端堂當能在市民擁護下輕鬆連任。:16-17
在府會關係上，陳端堂堅持自己理想。第七屆市長選舉時，陳端堂受到時任市議會副議長陳慶星的大力支持。由於陳慶星起初以為陳端堂易於駕馭而不惜出錢出力，在陳端堂當選後，陳慶星即以競選功臣的姿態要介紹機要秘書，並不斷提出要求，結果遭到陳端堂拒絕。引起陳慶星對陳端堂反目成仇，在議會中結合多位議員對陳端堂猛烈攻擊。:15-16
在拆除柳川、綠川違建戶方面，陳端堂也得罪了當地違章住戶。而興建臺中工業區，也因徵收土地價格過低問題，引起不少西屯區及南屯區農戶反彈，對陳端堂的作風不諒解。:237
此外，陳端堂市府也開始爆發弊案：發生東區雲海樓海鮮餐廳違建案，導致八名市府官員及員警被判刑，包括建設局工商課長吳勁寒被判八年，以及市府行政室主任張迺謙挪用公款案，雖然張迺謙在案發前已經挪用的四十萬公款歸還，但已構成貪汙事實，遭判刑十年。接著臺中港路又爆發溢領補償費案，市府公帑有三千九百多萬錯發給市民，地政科長林祥銘、地權股長劉炳榮等四名官員各被判刑十四年。這三起重大弊案自然形成陳端堂競選連任的阻力。:17-18
而陳端堂任內為了改善公車擁擠情況，擴大開放公車民營，得罪了希望獨營的臺中市公車公司老闆、前市長張啓仲。張啓仲自與市政府簽約擁有臺中市公車獨營權二十年，到1977年1月期滿，便希望繼續獨營。然而陳端堂不顧張啓仲軟硬兼施，堅持擴大開放民營。1977年1月開放第二家公車公司仁友客運，此舉惹火了張啓仲，使張啓仲利用旗下的《民聲日報》不斷對陳端堂攻擊，呼籲國民黨不要提名陳端堂。:19-20日後外界分析，光是曾文坡並不足以擊敗陳端堂，陳端堂在任內得罪張啓仲領導的「張派」，才是落選主因。:19在拆除柳川違建部分，也遭到強大反彈，被視為陳端堂連任失敗的原因之一。:187
1977年第八屆市長選舉中，在國民黨提名時，以張啟仲為首的「張派」也推出雙十國中校長張廖貴洋爭取提名；「賴派」則推出居仁國中校長賴大農爭取提名。:20最終國民黨仍確定提名陳端堂，對上黨外勢力支持的市議員曾文坡。然而張賴兩派不滿，則醞釀出一股反陳端堂的暗潮，這股暗潮到選前兩天甚至倒向曾文坡。:60結果陳端堂以1000餘票之差意外敗給曾文坡，連任失利。
1981年第九屆市長選舉，時年超過六十歲的陳端堂一度打算爭取國民黨提名市長選舉。並以「臺中的雷根」自許，勤走於臺中政壇名流間，獲林仁德、廖朝錩、詹啟源等人支持，於6月12日到國民黨市黨部領取提名登記表格，表示一定要回來。:113-120唯最終國民黨提名林柏榕。

## 家族
- 父親陳彩龍：台北醫學校（今國立臺灣大學醫學院）、日本慶應大學畢業，曾是南投縣選出的台灣省議員。弟弟陳水潭醫師，曾任台中縣長（台中黑派始祖）。
- 母親陳邱阿慎：丘逢甲之侄女，當選過二屆台中市議員，舅舅邱欽洲（陳邱阿慎的弟弟）曾任第四屆台中市長。
- 配偶陳劉美惠（1923-1983）：出身柳營劉家，為劉清井（畫家劉啟祥長兄、劉明朝堂弟）之女。台北醫學校（今國立臺灣大學醫學院），日本東京帝國大學(東京帝大)醫學系，1946年與陳端堂結婚，育有三子一女。曾任台中穎川醫院院長。[8]
- 大哥陳端方曾任省立臺南醫院副院長，娶醫學博士、婦產科醫師彭淑媛（彭明敏之姊）。
- 二哥陳端儀曾任臺中醫院內科主任，娶林幸幸。（前雲林縣縣長林恆生之姊）
- 姐姐：陳愛珠為齒科醫師、擔任過彰化縣議員，嫁給彰化醫師詹位。長子詹啟造曾任員林鎮長，次子詹啟源曾任臺中工務局長，三子詹啟賢醫師，曾任行政院衛生署署長。
- 媳婦張溫鷹：擔任台灣省議員、台中市長、內政部次長、總統府國策顧問。現職張溫鷹牙醫院長。[9]嫁給陳端堂長子陳文憲。

## 外部連結
- 台中市前市長陳端堂凌晨過世 享年八十六歲 （页面存档备份，存于），大紀元，2005年9月28日。

| 中華民國政府職務 | 中華民國政府職務                               | 中華民國政府職務 |
| ---------------- | ---------------------------------------------- | ---------------- |
| 台中市政府       |                                                |                  |
| 前任： 林澄秋    | 台中市市長 第七屆 1973年2月1日－1977年12月20日 | 繼任： 曾文坡    |